# NGC 5932
NGC 5932 est une vaste et lointaine galaxie elliptique située dans la constellation du Bouvier. Sa vitesse par rapport au fond diffus cosmologique est de 11 478 ± 6 km/s, ce qui correspond à une distance de Hubble de 169 ± 12 Mpc (∼551 millions d'al). NGC 5932 a été découverte par l'astronome américain Lewis Swift en 1887.
Selon la base de données Simbad, NGC 5932 est une galaxie active de type Seyfert 2.
À ce jour, une mesure non basée sur le décalage vers le rouge (redshift) donne une distance d'environ 157,000 Mpc (∼512 millions d'al). Cette valeur est tout juste à l'extérieur des valeurs de la distance de Hubble. Notons cependant que c'est avec la valeur moyenne des mesures indépendantes, lorsqu'elles existent, que la base de données NASA/IPAC calcule le diamètre d'une galaxie et qu'en conséquence le diamètre de NGC 5931 pourrait être d'environ 52,6 kpc (∼172 000 al) si on utilisait la distance de Hubble pour le calculer.